# Shugo Chara!
Shugo Chara! (Japans: しゅごキャラ!, Shugo kyara!) is een Japanse manga die gemaakt is door Peach-Pit. De manga verschijnt sinds februari 2006. Er zijn ook drie animeseries gemaakt over de manga. In Nederland 14 maart 2013 en 22 april 2015 op Disney Channel Gecensureerde versie

## Verhaal
De scholiere Amu Hinamori zit op een school genaamd "Seiyo Academy". Ze wordt op school gezien als een cool en hip meisje, maar ze heeft weinig zelfvertrouwen, is verlegen en niet eerlijk tegenover zichzelf, dus wenst ze om anders te zijn. Ze bidt dat ze iemand anders kan zijn en dat ze beter is in sommige dingen. De volgende morgen vindt ze drie eieren in haar bed: een roze, een blauwe en een groene. Daarin bevinden zich kleine wezens die Shugo Chara's heten. De roze heet Ran, de blauwe heet Miki en de groene heet Su. Ze proberen Amu te helpen om haar andere karakter naar voren te brengen, maar dit alles verloopt niet zonder problemen. Later in het verhaal zit Amu bij de Guardians en is het haar taak om alle X-Eieren weer te zuiveren die slecht zijn geworden omdat de personen van dat Ei hun dromen hebben opgegeven. Het bedrijf dat al het onheil veroorzaakt heet Easter. Hier werken Nikaidou, Sanjo, Utau, Ikuto, Lulu en nog een paar mensen in het lab. De taak van de Guardians is dat ze zo snel mogelijk de Embryo moeten vangen voordat Easter het vangt, want Easter is van plan om het te gebruiken voor slechte doeleinden.
De Guardians heten: Tadase Hotori (Koning), waar Amu verliefd op is, Nadeshiko/Nagihiko Fujisaki (Koningin/Jack), Kukai Souma (Jack) en Yaya Yuiki (Aas). Hierna komt Amu bij de Guardians en wordt een Joker.
Later vertrekken Kukai & Nadeshiko en worden ze vervangen door Kairi Sanjou & Rima Mashiro.
Op het einde van het eerste seizoen vertrekt Kairi dan weer, en wordt hij vervangen door Nagihiko Fujisaki.
Hij doet zich voor als de tweelingbroer van Nadeshiko, maar eigenlijk is hij ook Nadeshiko.
Amu's eerste Chara is Ran. Ze is goed met sport. Haar tweede Chara, Miki, is goed met kunst en haar derde Chara heet Su. Zij is goed in koken. Later krijgt ze ook nog een 4de chara, genaamd Dia. Zij komt alleen uit het ei als Amu in staat is om problemen op te lossen. Dia is eigenlijk niet echt ergens goed in, behalve iedereens gevoelens te voelen.
Tadase's Chara heet Kiseki en Tadase's wens is om over de wereld te heersen.
Nadeshiko's Chara heet Temari. Nadeshiko's wens is om beter en een Japanse danseres te worden.
Kukai's Chara heet Daichi. Zijn wens is om beter in sport te zijn.
Yaya's Chara heet Pepe. Yaya's wens is om zich meer babyachtig te gedragen.
Kairi's Chara heet Musashi. Kairi's wens is om een samoerai te worden.
Rima's Chara heet Kusu Kusu. Haar wens is om veel meer te lachen en zich als een clown te gedragen.
Nagihiko's Chara (of eerder Nadeshiko's 2de Chara) heet Rhythm. Zijn droom is om zich meer jongensachtig te voelen door allerlei sporten.
Door de Chara's kunnen ze hun werkelijke karakter laten zien, en de talenten die verborgen liggen, kunnen ze gebruiken.
Tadase wordt een heerszuchtige koning als iemand het woord "prins" laat vallen. Omdat hij denkt dat het niet bij hem past, verafschuwt hij zijn verandering. Ook Nadeshiko verafschuwt haar verandering, want ze wordt agressief als ze verandert. Als Kukai verandert, wordt hij een topsporter en Yaya krijgt een baby-karakter. Als Kairi een Chara change doet, krijgt hij een houten Samurai zwaard, als Rima een Chara change doet doet ze meestal een pose 'Bala Balance!' -dat uit een manga strip komt- en als Nagihiko een Chara change met Rhythm doet is hij heel actief en kan hij alle sporten super. Als Amu verandert met Ran, is ze goed in sport en kan ze goed iemand aanmoedigen. Ran staat ook voor eerlijkheid, wat meteen al tot problemen leidt. Als ze met Miki verandert, is ze een werkelijke kunstenaar en is goed met muziek. Als Amu verandert met Su, wordt ze de perfecte huisvrouw die goed kan koken en houdt van schoonmaken. Ze krijgt ook een heel meisjesachtig karakter. Als Amu een chara change met Dia doet, stelt het eigenlijk niets speciaals voor. Ten eerste krijgen we dit maar 1 keer te zien, en Dia heeft niet echt een specialiteit. Het enige wat ze dan doet is lief lachen en schitteren.

## Media

### Manga
In december 2005 kondigde Peach Pit aan bezig te zijn met de manga Shugo Chara!. Het eerste hoofdstuk werd gepubliceerd in februari 2006 in het tijdschrift Nakayoshi. De eerste verzamelbundel verscheen in juli 2006, uitgebracht door Kodansha.
De serie loopt vandaag de dag nog steeds. In december 2008 werd de serie wel tijdelijk op hiatus gezet samen met Rozen Maiden en Zombie-Loan vanwege ziekte van Peach-Pit.
De manga kent ook een spin-off getiteld Shugo Chara Chan!.

### Anime
Shugo Chara! is omgezet tot twee animeseries van elk 51 afleveringen. Het derde seizoen had 25 afleveringen. De series zijn geproduceerd door Satelight onder regie van Kenji Yasuda.
De muziek in de serie wordt onder andere verzorgd door de J-popgroep Buono!. Verder is de muziek van de anime gecomponeerd door Di'LL. Hieronder een lijst met de namen van de intro's en outro's:
| Informatie  | Naam                    |
| ----------- | ----------------------- |
| 1ste Intro  | Kokoro no Tamago        |
| 2de Intro   | Minna Daisuki           |
| 3de Intro   | Minna no Tamago         |
| 4de Intro   | Shugo! Shugo!           |
| 5de Intro   | Omakase! Guardian!      |
| 6de Intro   | School Days             |
| 7de Intro   | Watashi no Tamago       |
| 8ste Intro  | Arigatou Ookiku Kansha! |
| 1ste Uittro | Honto no Jibun          |
| 2de Uittro  | Renai Rider             |
| 3de Uittro  | KISS! KISS! KISS!       |
| 4de Uittro  | Gachinkou de ikou       |
| 5de Uittro  | LOTTA LOVE              |
| 6de Uittro  | CoNoMiChi               |
| 7de Uittro  | My Boy                  |
| 8ste Uittro | Take It Easy!           |
| 9de Uittro  | Bravo! Bravo!           |
| 10de Uittro | Our songs               |

## Insprekers
| Rol                         | Japanse Inspreker(Seiyū) | Nederlandse nasynchronisatie |
| --------------------------- | ------------------------ | ---------------------------- |
| Amu Hinamori                | Kanae Itō                | Charlotte Leysen             |
| Lulu de Morcerf             | Akemi Kanda              | Clara Cleymans               |
| Suu                         | Aki Toyosaki             | Carolina Dijkhuizen          |
| Kukai Souma                 | Atsushi Abe              | Jason Denayer                |
| Yuu Nikaidou                | Junji Majima             | Jurjen van Loon              |
| Ikuto Tsukiyomi             | Yuichi Nakamura          |                              |
| Nadeshiko/Nagihiko Fujisaki | Saeko Chiba              | Willemijn Stokvis            |
| Tadase Hotori               | Takago Reiko             |                              |
| Utau Hoshina                | Nana Mizuki              | Elke Buyle                   |

## Videospel
Het Japanse bedrijf Konami heeft 3 spellen gemaakt voor de Nintendo DS. Shugo chara! Mittsu no Tamago to Koisuru Jyōkā (しゅごキャラ!3つのたまごと恋するジョーカー) kwam tevoorschijn in maart 2008, Shugo Kyara! Amu no Nijiiro Kyara Chenji (しゅごキャラ!あむのにじいろキャラチェンジ) kwam tevoorschijn in november 2008.
In 2009 kwam ook een 3de spel uit genaamd Shugo Chara! Norinori! Chara narizumu!